# 국제여객
국제여객(國際旅客)은 부산광역시 연제구 월드컵대로 420 (거제동)에 본점을 둔 부산광역시의 시내버스 및 마을버스 운송 업체이다.

## 연혁
- 1968년 9월 10일: 회사 설립.
- 2017년 1월 2일: 운수사업 부문을 국제여객 주식회사로 분할되고 남은 법인은 주식회사 서호로 존치.
- 2018년 4월 11일: 본점을 부산광역시 동래구 사직북로5번길에서 현 위치인 연제구 월드컵대로로 이전.

## 차고지
- 부산광역시 연제구 월드컵대로 420 (거제동) (부산버스공동환승터미널(본사) ; 10번, 210번 시종착 및 관리 / 동래구10번 야간주박 및 관리)

## 운행 노선

### 시내버스
- ● 10번 : 연제공용차고지 ↔ 사직중학교 ↔ 사직야구장↔대선주조↔교대역↔거제역↔서면↔자성대/영남예식장↔문현교차로↔문현삼거리↔연포초등학교↔대연정보고등학교↔대연초등학교↔경성대학교↔부경대학교↔동명대학교
- ● 111-1번 : 연제공용차고지 ↔ 사직운동장 ↔ 동래역 ↔ 온천장 ↔ 부산대정문 ↔ 장전역 ↔ 산성터널 ↔ 화명역 ↔ 금곡동
- ● 210번 : 연제공용차고지↔쌍용예가↔미남역↔롯데백화점동래점↔동래시장↔안락교차로↔망미주공아파트↔망미중앙시장↔수영사적공원↔수영교차로(수영역)↔수영현대아파트(민락역)↔센텀비치푸르지오↔민락수변공원↔진로비치아파트↔진로비치아파트2단지앞

### 마을버스
마을버스는 "서호"에서 운행한다.
- ● 북구3번: 금곡동 → 금곡중학교 → 금곡동주민센터 → 화명역 → 구룡사 → 덕천교차로 → 구포시장 (이 노선은 삼진마을버스와 공동 배차한다.)
- ● 동래구10번 : 사직여자중학교 ↔ 사직초등학교 ↔ 사직운동장 ↔ 여명중학교 ↔ 교대역

## 보유 차량

#### 범한자동차
- 범한자동차 E-STAR

#### 현대자동차
- 현대 뉴 카운티
- 현대 카운티 뉴 브리즈
- 현대 뉴 슈퍼 에어로시티
- 현대 저상 뉴 슈퍼 에어로시티